# Ikegami Tsushinki
La Ikegami Tsushinki Co., Ltd. è una azienda giapponese produttrice di telecamere professionali, la cui sede è situata nel quartiere Ikegami di Tokyo. Il marchio è impegnato da anni nello sviluppo di apparecchiature ad alta definizione e negli ultimi tempi, ha lavorato congiuntamente ad NHK, l'ente di stato per la televisione giapponese.